# 大飯郡
大飯郡（日语：／ Ōi gun */?）為位於日本福井縣西南部的郡。
現在轄有以下2町：
- 高濱町
- 大飯町

在1879年實施郡區町村編制法時的轄區包括現在的高濱町全部區域、大野町的北半部地區和小濱市西部的部分地區。

## 歷史
過去在令制國時代屬於若狹國，在9世紀以前原本為遠敷郡的一部分，在825年才將位於遠敷郡西部的區域分割出來設立大飯郡。
江戶時代後，全郡都成為小濱藩的領地，1871年實施廢藩置縣後改隸屬小濱縣，不過在隔年的第一次府縣整併中小濱縣整併至敦賀縣，但敦賀縣在1876年遭到廢除，位於木芽峠以南的大飯郡被併入滋賀縣，直到1881年才將原本敦賀縣的轄區重新恢復設縣，不過重新設立的縣因為縣廳設在福井，因而命名為福井縣。
1879年滋賀縣實施郡區町村編製法時，正式設置近代的行政區劃「大飯郡」，並在高濱村（位於現在的高濱町）設置郡役所。

### 沿革

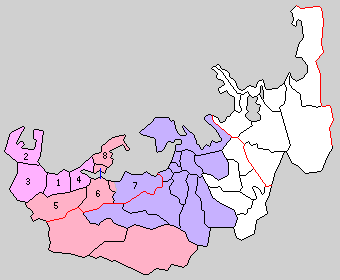
1889年大飯郡轄下的行政區劃：
1.高濱村、2.內浦村、3.青鄉村、4.和田村、5.佐分利村、6.本鄉村、7.加斗村、8.大島村
（紫色：現屬小濱市、桃色：現屬高濱町、紅色：現屬大飯町）

- 1889年4月1日：實施町村制，大飯郡下設：高濱村、內浦村（日语：内浦村 (福井県)）、青鄉村（日语：青郷村）、和田村（日语：和田村 (福井県大飯郡)）、佐分利村（日语：佐分利村）、本鄉村（日语：本郷村 (福井県大飯郡)）、加斗村（日语：加斗村）、大島村（日语：大島村 (福井県)）。（8村）
- 1891年4月1日：實施郡制（日语：郡制），郡役所設於高濱村。
- 1912年4月1日：高濱村改制為高濱町。（1町7村）
- 1923年4月1日：廢除郡會和郡參事會。
- 1926年7月1日：廢除郡役所，此後郡不再作為行政區劃，只作為地名的表示。
- 1955年1月10日：加斗村的長井地區被併入本鄉村。
- 1955年1月15日：佐分利村、本鄉村、大島村合併為大飯町。（2町4村）
- 1955年2月11日：高濱町、青鄉村、和田村和內浦村合併為新設立的高濱町。（2町1村）
- 1955年2月21日：加斗村被併入小濱市。（2町）
- 2006年3月3日：大飯町和遠敷郡名田村合併為新設立的大飯町[2]，屬大飯郡。（2町）

### 變遷表
| 1889年4月1日   | 1889年 - 1912年                 | 1912年 - 1944年                 | 1945年 - 1954年                 | 1955年 - 1989年               | 1989年 - 現在              | 現在                       |
| -------------- | ------------------------------- | ------------------------------- | ------------------------------- | ----------------------------- | -------------------------- | -------------------------- |
| 遠敷郡南名田村 | 1891年4月1日 更名為遠敷郡知三村 | 1891年4月1日 更名為遠敷郡知三村 | 1891年4月1日 更名為遠敷郡知三村 | 1955年1月1日 合併遠敷郡名田村 | 2006年3月3日 合併為大飯町  | 2006年3月3日 合併為大飯町  |
| 遠敷郡奧名田村 |                                 |                                 |                                 | 1955年1月1日 合併遠敷郡名田村 | 2006年3月3日 合併為大飯町  | 2006年3月3日 合併為大飯町  |
| 佐分利村       | 佐分利村                        | 佐分利村                        | 佐分利村                        | 1955年1月15日 合併為大飯町    | 2006年3月3日 合併為大飯町  | 2006年3月3日 合併為大飯町  |
| 本鄉村         |                                 |                                 |                                 | 1955年1月15日 合併為大飯町    | 2006年3月3日 合併為大飯町  | 2006年3月3日 合併為大飯町  |
| 大島村         |                                 |                                 |                                 | 1955年1月15日 合併為大飯町    | 2006年3月3日 合併為大飯町  | 2006年3月3日 合併為大飯町  |
| 高濱村         | 1912年4月1日 改制為高濱町       | 1912年4月1日 改制為高濱町       | 1912年4月1日 改制為高濱町       | 1955年2月11日 合併為高濱町    | 1955年2月11日 合併為高濱町 | 1955年2月11日 合併為高濱町 |
| 內浦村         |                                 |                                 |                                 | 1955年2月11日 合併為高濱町    | 1955年2月11日 合併為高濱町 | 1955年2月11日 合併為高濱町 |
| 青鄉村         |                                 |                                 |                                 | 1955年2月11日 合併為高濱町    | 1955年2月11日 合併為高濱町 | 1955年2月11日 合併為高濱町 |
| 和田村         |                                 |                                 |                                 | 1955年2月11日 合併為高濱町    | 1955年2月11日 合併為高濱町 | 1955年2月11日 合併為高濱町 |
| 加斗村         | 加斗村                          | 加斗村                          | 加斗村                          | 1955年2月21日 併入小濱市      | 1955年2月21日 併入小濱市   | 1955年2月21日 併入小濱市   |